# Чемпионат Европы по шорт-треку 2001
5-й чемпионат Европы по шорт-треку проходил с 19 по 21 января 2001 года в Гааге (Нидерланды).

## Призёры чемпионата

### Медальная таблица
*   Принимающая страна (Нидерланды)
| Место          | Страна         | Золото | Серебро | Бронза | Всего |
| -------------- | -------------- | ------ | ------- | ------ | ----- |
| 1              | Болгария       | 5      | 0       | 0      | 5     |
| 2              | Франция        | 3      | 0       | 2      | 5     |
| 3              | Италия         | 2      | 4       | 3      | 9     |
| 4              | Нидерланды*    | 0      | 4       | 1      | 5     |
| 5              | Великобритания | 0      | 2       | 1      | 3     |
| 6              | Венгрия        | 0      | 0       | 1      | 1     |
| 6              | Германия       | 0      | 0       | 1      | 1     |
| 6              | Россия         | 0      | 0       | 1      | 1     |
| Всего стран: 8 | Всего стран: 8 | 10     | 10      | 10     | 30    |

Медали за дистанцию 3000 метров не вручаются.

### Мужчины
| Дистанция            | Золото                                                                              | Золото    | Серебро                                                                | Серебро  | Бронза                                                             | Бронза   |
| -------------------- | ----------------------------------------------------------------------------------- | --------- | ---------------------------------------------------------------------- | -------- | ------------------------------------------------------------------ | -------- |
| 500 метров           | Маурицио Карнино                                                                    | 43.170    | Никола Родигари                                                        | 43.200   | Дейв Верстег                                                       | 43.440   |
| 1000 метров          | Брюно Лоско                                                                         | 1:30.842  | Кес Юфферманс                                                          | 1:31.226 | Ариан Нахбар                                                       | 1:31.322 |
| 1500 метров          | Брюно Лоско                                                                         | 2:19.296  | Никки Гуч                                                              | 2:19.597 | Микеле Антониоли                                                   | 2:19.723 |
| 3000 метров          | Кес Юфферманс                                                                       | 5:07.689  | Никки Гуч                                                              | 5:07.874 | Никола Родигари                                                    | 5:07.988 |
| 5000 метров эстафета | Италия · Маурицио Карнино · Никола Франческина · Микеле Антониоли · Никола Родигари | 7:15.968  | Великобритания · Дэвид Эллардис · Никки Гуч · Меттью Яспер · Леон Флак | 7:18.248 | Венгрия · Корнель Санто · Балаш Кнох · Балаш Ковер · Криштиан Сабо | 7:23.216 |
| Общая квалификация   | Брюно Лоско                                                                         | 76 очков. | Кес Юфферманс                                                          | 63 очка. | Никки Гуч                                                          | 42 очка. |

### Женщины
| Дистанция            | Золото                                                                          | Золото     | Серебро                                                                             | Серебро   | Бронза                                                                       | Бронза    |
| -------------------- | ------------------------------------------------------------------------------- | ---------- | ----------------------------------------------------------------------------------- | --------- | ---------------------------------------------------------------------------- | --------- |
| 500 метров           | Евгения Раданова                                                                | 45.360     | Мара Дзини                                                                          | 45.852    | Стефани Бувье                                                                | 46.372    |
| 1000 метров          | Евгения Раданова                                                                | 1:36.665   | Марта Капурсо                                                                       | 1:37.116  | Мара Дзини                                                                   | 1:37.478  |
| 1500 метров          | Евгения Раданова                                                                | 2:35.542   | Мара Дзини                                                                          | 2:35.968  | Марта Капурсо                                                                | 2:36.377  |
| 3000 метров          | Евгения Раданова                                                                | 5:51.694   | Даниэлла Молиндейк                                                                  | 5:52.535  | Стефани Бувье                                                                | 5:54.002  |
| 3000 метров эстафета | Болгария · Даниэла Влаева · Евгения Раданова · Анна Крастева · Марина Георгиева | 4:28.970   | Нидерланды · Анке-Жани Ландман · Даниэлла Молиндейк · Маурен де Ланге · Анук Вигерс | 4:29.428  | Россия · Татьяна Бородулина · Нина Евтеева · Наталья Дмитриева · Юлия Чачина | 4:30.666  |
| Общая квалификация   | Евгения Раданова                                                                | 136 очков. | Мара Дзини                                                                          | 58 очков. | Стефани Бувье                                                                | 39 очков. |